# Miguel Barragán
Miguel Barragán (Ciudad del Maíz, San Luis Potosí, 8 de Março de 1789 - Cidade do México, 1 de Março de 1836) foi um militar e político mexicano. Participou na guerra da independência tendo alcançado o posto de brigadeiro-general, por altura da sua adesão ao plano de Iguala. Entrou na Cidade do México integrado no Exército trigarante, tendo-se oposto a Iturbide quando este foi nomeado imperador, sendo por esse facto detido até à proclamação da república. Em 1824 foi nomeado comandante militar da região de Veracruz, numa altura em que os espanhóis mantinham ainda em seu poder o Forte de San Juan de Ulua, o qual acabaria por ser tomado em 1825 por sua iniciativa.
Ocupou o cargo de Ministro da Guerra durante durante os mandatos de Antonio López de Santa Anna e de Valentín Gómez Farías. Nomeado presidente interino do México em 28 de Janeiro de 1833 em consequência do abandono da presidência por Santa Anna por motivos de saúde. Acometido de doença grave deixa o cargo de presidente em 27 de Fevereiro de 1836, falecendo poucos dias depois.